# Cova de l'Om
La cova de l'Om és una cova del massís de Sant Llorenç del Munt situada al municipi de Matadepera al Vallès Occidental.

## Situació
És una cavitat  situada a 1.011 metres sobre el nivell del mar, a la cinglera superior del sector nord del cim de La Mola,  per sobre de la carena de la Roca Foradada. Orogràficament queda ubicada entre dos vessants hidrogràfics importants, la Canal Freda i la Canal de Santa Agnès. S'hi pot accedir des del camí de Font Soleia grimpant pel Vano sobre la Panxa Contenta. O be baixant per la canal Freda accedint primer a la font de l'Om, font que dona nom a la cova.
La Cova de l'Om és troba dins del límit del Parc Natural de Sant Llorenç del Munt i l'Obac, creat el 1972. Des del 2000 també forma part de l'Inventari d'espais d'interès geològic de Catalunya (IEIGC) inventariat com espai d'interès geològic en el conjunt de la geozona Sant Llorenç del Munt i l'Obac, la qual forma part del parc natural majoritàriament.

## Descripció
Per la forma de la cova, podem dir que es tracta d'una foradada, ja que està oberta per dos costats Té set metres de fondària i l'entrada principal està situada en el mateix cingle que la font. Te una forma triangular, amb una sala immediata de grans dimensions, on es poden observar restes de colades. Cap el fons, en direcció al corrent d'aire, la cavitat s'estreny  deixant pas a una escletxa, penjada en una profunda canal.

## Història
Al 1935 ja surt descrita com a cova de l'Olm a la Guia monogràfica de Sant Llorenç del Munt, editada pel Centre Excursionista de Terrassa. Però la cavitat és coneguda des de temps remots.